# Kedungwilut
Kedungwilut is een bestuurslaag in het regentschap Tulungagung van de provincie Oost-Java, Indonesië. Kedungwilut telt 1252 inwoners (volkstelling 2010).